# 星光廣場 (JR北海道)
星光廣場（日语：ツインクルプラザ），是日本鐵路公司北海道旅客鐵道（JR北海道）旗下所經營的旅行服務中心（旅行社）之暱稱。星光廣場除了與綠窗口同樣可以銷售JR集團的鐵路車票與不在綠窗口銷售的特殊套票外，其主要的業務是經營日本國內外的主催旅行（一般有導遊或領隊帶隊的旅行團）、手配旅行（類似套裝自由行的旅遊產品）等旅遊產品，乃至於販售機票、代訂住宿等一般旅行社常見的經營業務。
星光廣場的淵源可回溯到1987年日本國鐵分割民營化時，原本日本國鐵旗下各車站內所附設的旅行服務中心在跟隨所屬車站進行所有權異動後，劃屬至不同的JR公司旗下。其中，位於JR北海道營運範圍內各車站的服務中心被賦予「星光廣場」的命名，自1987年7月1日開始營運。除了JR北海道範圍內的分店外，同樣在1987年JR北海道也陸續在其管轄範圍外的仙台與東京車站開設了分店，但使用JR北海道廣場（JR北海道プラザ）的命名，至於大阪分店則是在稍晚的1989年時開幕。1999年時，配合政策的改變JR北海道將一些規模較小或不是設置在車站內的分店改名為「旅行中心」（或）。
由於時代的改變，透過網路直接進行機票購買與旅館訂房的民眾日增，導致至旅行中心臨櫃購買的需求銳減。自2002年左右起，為了改善公司的收支JR北海道開始陸續裁撤各分店，使得分店數量從高峰期的30餘家縮減至7家（2018年3
月底統計）。大部分的星光廣場或JR北海道廣場裁撤之後，其原本的業務多是由綠窗口或車站內的JR北海道分公司承接。

## 對等單位
與JR北海道旗下開設的星光廣場對等，其他JR集團的公司也都設置有類似的旅行服務中心或關係企業：
- View Plaza（日语：びゅうプラザ）、View旅遊服務（日语：びゅうトラベルサービス）：東日本旅客鐵道（JR東日本）旗下的旅行服務中心系統，與專營旅行社業務的子公司。
- JR東海旅遊（日语：ジェイアール東海ツアーズ）：東海旅客鐵道（JR東海）旗下的旅行社。
- TiS（日语：日本旅行）：原屬西日本旅客鐵道（JR西日本）旗下的旅行服務中心系統，但已在2001年時轉讓給日本旅行（NTA），JR西日本則在隔年挹注日本旅行成為其母公司。目前TiS是日本旅行旗下所使用的店鋪品牌之一，主要分佈在JR西日本所屬的各車站內。
- Warp Plaza（ワーププラザ）：四國旅客鐵道（JR四國）旗下的旅行服務中心系統。
- JR九州旅行（日语：JR九州旅行）：九州旅客鐵道（JR九州）旗下的旅行服務中心系統，在2008年之前原本使用「Joy Road」（ジョイロード）的品牌名。
- JR F旅行（JRエフツーリスト）：日本貨物鐵道（JR貨物）旗下的旅行服務中心系統。雖然是專營貨運業務的鐵路公司，JR貨物在自日本國鐵分割而出的同年9月成立了命名為「JR F旅行」的子公司，在多個JR貨物所屬的貨運車站內設有據點，經營銷售JR客運列車車票等的業務[5]。但隨著時代的改變JR貨物陸續裁撤據點，目前（2018年3月）已無任何營運中的據點。

## 外部連結
- （日語）JR北海道旅行中心一覽 （页面存档备份，存于）（JR北海道官方網站）